# 急性ストレス障害
急性ストレス障害（きゅうせいストレスしょうがい、acute stress disorder、ASD）とは、生死や人間の尊厳に関わるようなトラウマ（心的外傷）を経験した後、体験をはっきりと思い出したり悪夢として現れたり、そのため過覚醒状態となったり、体験に関したことを避ける傾向が続き、数日から4週間以内に自然治癒する一過性の障害を指す。より長期にわたって持続している場合は心的外傷後ストレス障害（PTSD）である。
世界保健機関の『疾病及び関連保健問題の国際統計分類』第10版（ICD-10）における診断名は、急性ストレス反応である。この反応についての最初の記述は、ウォルター・B・キャノンが1923年の著書『外傷性ショック』（Traumatic Shock）の中で、様々なストレスに対するアドレナリンの緊急反応について論じたものである。
世界保健機関は治療に、抗うつ薬やベンゾジアゼピン系の抗不安薬や睡眠薬を推奨していない。特にベンゾジアゼピンは、回復を遅らせる可能性がある。

## 定義
精神医学的障害の一種である。

## 症状
主な症状は、以下の3つである。
追体験
フラッシュバックとも言う。トラウマの原因となった出来事が繰り返しはっきりと思い返されたり、悪夢を見たりする症状。
回避
トラウマ（心的外傷）に関する出来事や、関連する事柄を避けようとする傾向。
過覚醒
神経が高ぶった状態が続き、不眠や不安などが強く現れる症状。
他に多動傾向など。
臨床症状は、心的外傷後ストレス障害と基本的に同じだが、症状の持続期間が1か月以内で持続する場合には心的外傷後ストレス障害となる。
また急性ストレス障害は、著しい苦痛や機能の障害をもたらすなど重症である。

## 治療
4週間以内の短期間の心理療法が用いられることがある。急性の外傷ストレス障害のクライアントのPTSDの予防には、曝露療法と認知再構成法を含む認知行動療法が推奨される。
世界保健機関による、2013年のガイドラインが公開されている。抗うつ薬の使用は推奨されない。ベンゾジアゼピン系の抗不安薬や睡眠薬は、外傷体験からの回復を遅らせる可能性があり、外傷体験から1か月以内にはこうした薬を用いないように勧告している。
薬理学的アプローチは、ASD の影響を軽減する上で効果が認められているものもある。 プラゾシンは、クライアントがリラックスし、良い睡眠を取り、交感神経反応を調節するために効果があり、、 ヒドロコルチゾンは、トラウマ体験後のPTSDの早期予防薬として効果が示されている。

## 予後
予後は、ストレスから離れて休養することで、時間の経過とともに治癒することが多い。しかし一部は、PTSDへと発展することがあるため、慎重な経過観察と慢性化を防ぐことが重要である。

## 種類

### 交感神経
交感神経による急性ストレス障害は、神経系への過剰なアドレナリンとノルエピネフリンの放出によって起こる。 これらのホルモンは、人の脈拍や呼吸数を速めたり、瞳孔を広げたり、一時的に痛みを隠したりする。 このタイプの ASD は、危険な状況を生き延びるための進化上の利点として発達した。 「闘争・逃走」反応により、重傷を負った場合でも、一時的に身体能力が向上することがある。 しかし、ASDは、本来であれば症状として現れる痛みやその他のバイタルサインの変化を隠すため、他の身体疾患の診断は困難となる。

### 副交感神経
副交感神経による急性ストレス障害は、めまいや吐き気を感じる症状が特徴である。 この反応は、血液を見たときに引き起こされることが多い。 このストレス反応では、アセチルコリンが放出される。 この反応は、交感神経反応の正反対で、心拍数を遅くし、嘔吐や一時的な意識喪失を引き起こすことがある。 このことの進化的価値は不明だが、獲物が捕食者に食べられるのを避けるために死んだように見せるための可能性がある。